# Bảo tàng Lịch sử Quân sự Việt Nam
Bảo tàng Lịch sử Quân sự Việt Nam  là một trong các bảo tàng quốc gia và đứng đầu trong hệ thống Bảo tàng Quân đội, hiện đang lưu giữ, trưng bày hơn 15 vạn tài liệu, hiện vật, trong đó có nhiều sưu tập độc đáo và 4 Bảo vật Quốc gia, gồm máy bay MiG-21 số hiệu 4324, máy bay MiG-21 số hiệu 5121, Bản đồ Quyết tâm chiến dịch Hồ Chí Minh và xe tăng T-54B số hiệu 843.
Bảo tàng mới được mở cửa từ tháng 11 năm 2024, có địa chỉ tại Km 6+500 Đại Lộ Thăng Long, phường Xuân Phương, thành phố Hà Nội. Trước đó, bảo tàng cũ tọa lạc tại số 28A đường Điện Biên Phủ, phường Ba Đình đối diện Công viên Lê-nin, nằm trong khuôn viên Hoàng thành Thăng Long.

## Lịch sử hình thành

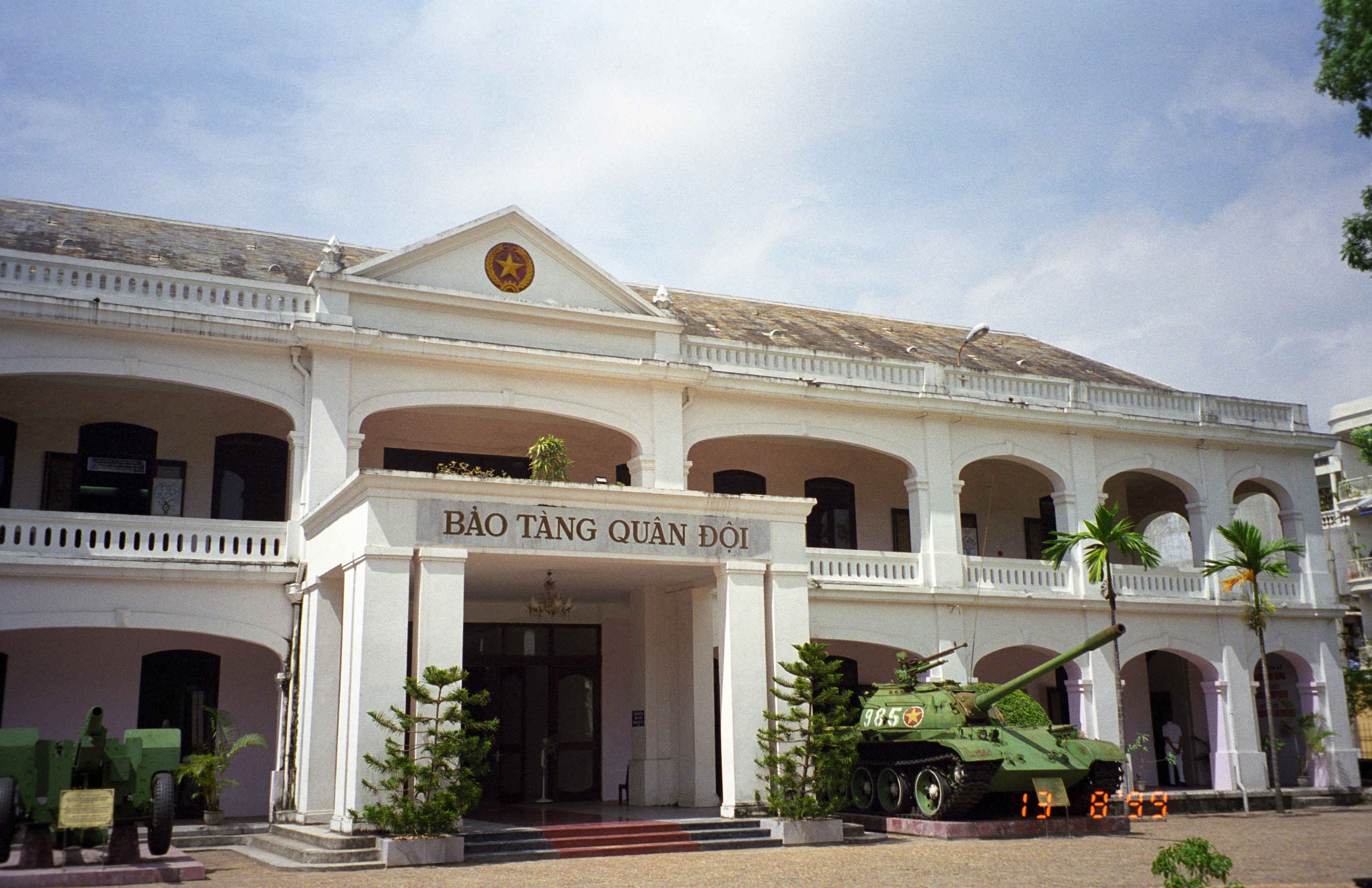
Bảo tàng Lịch sử Quân sự Việt Nam cũ, ảnh chụp ngày 13 tháng 8 năm 1999.

Theo sắc lệnh số 65/SL-TN, ngày 23/11/1945 của Chủ tịch Hồ Chí Minh "Về bảo tồn di sản văn hóa", ngay trong giai đoạn 1945 - 1954, Bộ Quốc phòng đã chỉ đạo các cơ quan, đơn vị chú trọng thu thập, lưu giữ các tài liệu, hình ảnh, hiện vật. Trên cơ sở đó, cuối năm 1954, Tổng Quân ủy (nay là Quân ủy Trung ương) đã có chủ trương xây dựng Bảo tàng Quân đội.
Ban xây dựng Bảo tàng Quân đội gồm 13 người có nhiệm vụ "Nghiên cứu sưu tầm các tài liệu hiện vật, di tích lịch sử thuộc về quân đội; tiến hành thu thập, sắp xếp các tài liệu, hiện vật cho có hệ thống; tổ chức bảo quản các tài liệu hiện vật lịch sử, đồng thời liên hệ với các địa phương để hướng dẫn bảo quản những di tích lịch sử của quân đội ở địa phương; nghiên cứu kế hoạch và thực hiện trình bày, tổ chức nên Bảo tàng Quân đội".
Ngay sau khi thành lập, Ban Xây dựng Bảo tàng Quân đội bắt tay vào soạn thảo các văn bản về công tác bảo tồn, bảo tàng giúp Tổng cục Chính trị chỉ đạo toàn quân sưu tầm tài liệu, hiện vật vừa để xây dựng phòng truyền thống của đơn vị, vừa đóng góp hiện vật cho Bảo tàng. Với tinh thần làm việc khẩn trương, được sự chỉ đạo sát sao của Thủ trưởng Tổng cục Chính trị, sau hơn 3 năm tiến hành xây dựng và trưng bày, ngày 21/12/1959, nhân kỷ niệm 15 năm ngày thành lập Quân đội nhân dân Việt Nam (22/12/1944 - 22/12/1959), Bảo tàng Quân đội chính thức mở cửa phục vụ khách tham quan.
Sau khi hoàn thành nhiệm vụ xây dựng và khai trương bảo tàng, Ban Xây dựng Bảo tàng Quân đội chuyển thành Phòng Bảo tàng quân đội trực thuộc Cục Tuyên huấn/ Tổng cục Chính trị với nhiệm vụ "Đón tiếp, hướng dẫn khách tham quan, bảo vệ, bảo quản hiện vật, kho tàng, tu bổ sửa chữa nhỏ hệ thống trưng bày"
Vào năm 2020, Dự án đầu tư xây dựng Bảo tàng Lịch sử Quân sự Việt Nam (Mới) đã được khởi công và xây dựng tại Quận Nam Từ Liêm (Hà Nội), nằm sát mặt đường Đại lộ Thăng Long, đối diện khu đô thị mới Vinhomes Smart City. Đây là dự án cấp đặc biệt, do Tổng cục Chính trị Quân đội nhân dân Việt Nam làm chủ đầu tư, được triển khai xây dựng trên khu đất có diện tích hơn 74 ha và có tổng mức đầu tư 2.500 tỉ đồng. Tổng diện tích dự án là 38,66 ha, được thiết kế với 4 tầng nổi và một tầng bán âm. Bảo tàng được thiết kế theo phong cách hiện đại, đơn giản và tạo dòng chảy lịch sử bằng trực giác, hài hòa với chiếu sáng kiến trúc công trình và ánh sáng tự nhiên; sử dụng hệ thống thiết bị đa phương tiện kết hợp với hệ thống âm thanh định hướng để khách tham quan có thể tương tác, đem lại trải nghiệm mới mẻ. Vào ngày 31.8.2023, thượng tướng Trịnh Văn Quyết, Phó chủ nhiệm Tổng cục Chính trị Quân đội nhân dân Việt Nam, đã đề nghị các cơ quan cần phát huy trách nhiệm, tăng cường hợp tác để thực hiện các biện pháp hiệu quả tháo gỡ những vướng mắc, tập trung mọi nguồn lực, đẩy nhanh tiến độ xây dựng các hạng mục công trình và các hồ sơ có liên quan kịp tiến độ, kế hoạch, thời gian đề ra. Đây được xem là công trình ý nghĩa cho cả quá khứ và tương lai, tạo điểm nhấn không chỉ cho Quân đội mà còn cho Thủ đô và cả nước. Công trình sẽ góp phần quảng bá lịch sử, văn hóa, du lịch, phát triển kinh tế - xã hội của Hà Nội, là điểm nhấn kiến trúc, kết nối hài hòa và bảo tồn kiến trúc, cảnh quan khu vực. Theo báo cáo của các đơn vị, phấn đấu đến 30/7/2024 sẽ hoàn thành các gói thầu xây dựng ngoài nhà để kết nối chạy thử liên động các hệ thống; đến 30/8 hoàn thành cơ bản toàn bộ khối lượng công việc của tòa nhà chính, hoàn thành trưng bày ngoài trời và trưng bày trong nhà; từ 1/9/2024 tổ chức chạy kết nối liên động toàn bộ các hệ thống công trình giai đoạn 1 và bàn giao đưa vào sử dụng trong tháng 10/2024.

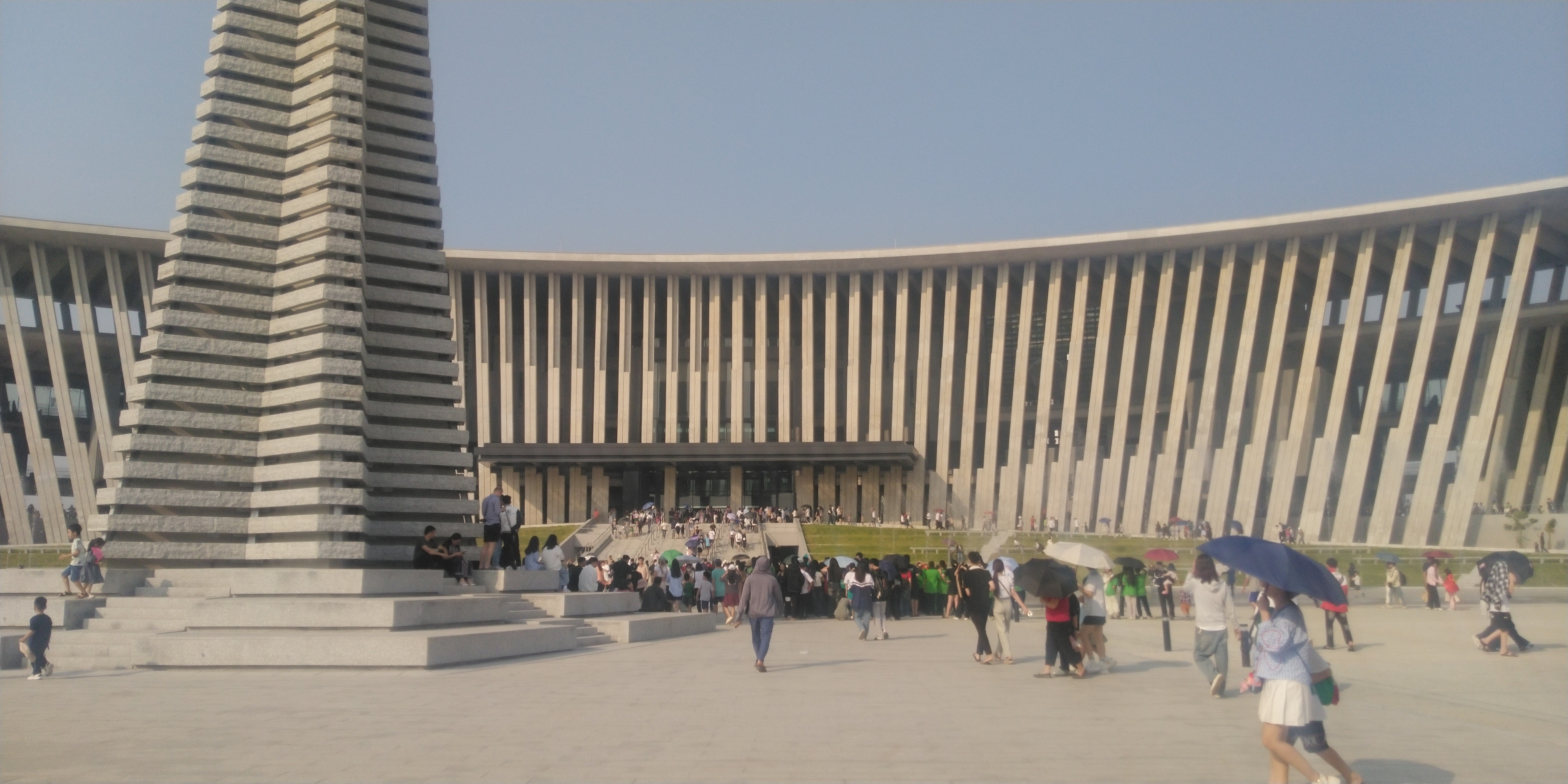
Phía trước Bảo tàng Lịch sử Quân sự Việt Nam sau khi xây dựng vào năm 2024.

Ngày 1 tháng 11 năm 2024, Bảo tàng Lịch sử Quân sự Việt Nam mới chính thức mở cửa và tham quan miễn phí cho đến khi tháng 12.
Sáng 26/12, Bộ Quốc phòng đã quyết định sáp nhập toàn bộ diện tích của Bảo tàng Lịch sử Quân sự Việt Nam - trụ sở cũ tại 28A Điện Biên Phủ, phường Ba Đình vào Hoàng thành Thăng Long.

## Vấn đề sau khi mở cửa bảo tàng

### Vấn đề khách tham quan quá tải

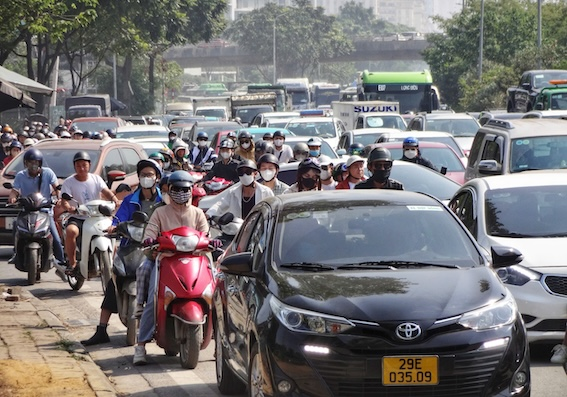
Đoạn đường đến Bảo tàng Lịch sử Quân sự Việt Nam bị ùn tắc nghiêm trọng.

Sau vài ngày mở cửa, bảo tàng đã đón hàng chục ngàn người. Cụ thể, vào lúc 9 giờ sáng ngày 10 tháng 11 năm 2024, hơn 10.000 khách đã đến Bảo tàng Lịch sử Quân sự Việt Nam. Đến 10 giờ sáng, Bảo tàng Lịch sử Quân sự Việt Nam đã đón hơn 25.000 đến 30.000 người dân. Sau đó, lượng khách đã tăng gần gấp ba vào khoảng 11 giờ trưa và không có dấu hiệu giảm đi. Vào lúc đó, vì lượng khách đến quá đông nên đoạn đường đại lộ Thăng Long đã bị ùn tắc kéo dài nghiêm trọng.

## Lãnh đạo hiện nay
- Đại tá, Thạc sĩ Lê Vũ Huy - Giám đốc, Bí thư Đảng uỷ Bảo tàng Lịch sử Quân sự Việt Nam
- Đại tá, Thạc sĩ Đinh Xuân Hòa - Phó Giám đốc Bảo tàng
- Thượng tá, Thạc sĩ Nguyễn Thành Lê - Phó Giám đốc Bảo tàng
- Thượng tá, Thạc sĩ Nguyễn Tiến Dũng - Phó Giám đốc Bảo tàng
- Thượng tá Nguyễn Hải Cường - Phó Giám đốc Bảo tàng

## Tổ chức
- Phòng Hành chính - Tổng hợp
- Phòng Sưu tầm
- Phòng Kiểm kê - Bảo quản
- Phòng Trưng bày - Triển lãm
- Phòng Tuyên truyền - Giáo dục
- Phòng Hướng dẫn nghiệp vụ
- Ban Thông tin - Tư liệu - Thư viện
- Ban Tài chính

## Hình ảnh

### 1956 - 2024 (28A Điện Biên Phủ, Điện Biên, Ba Đình, Hà Nội)

Toàn cảnh khu trưng bày ngoài trời của bảo tàng
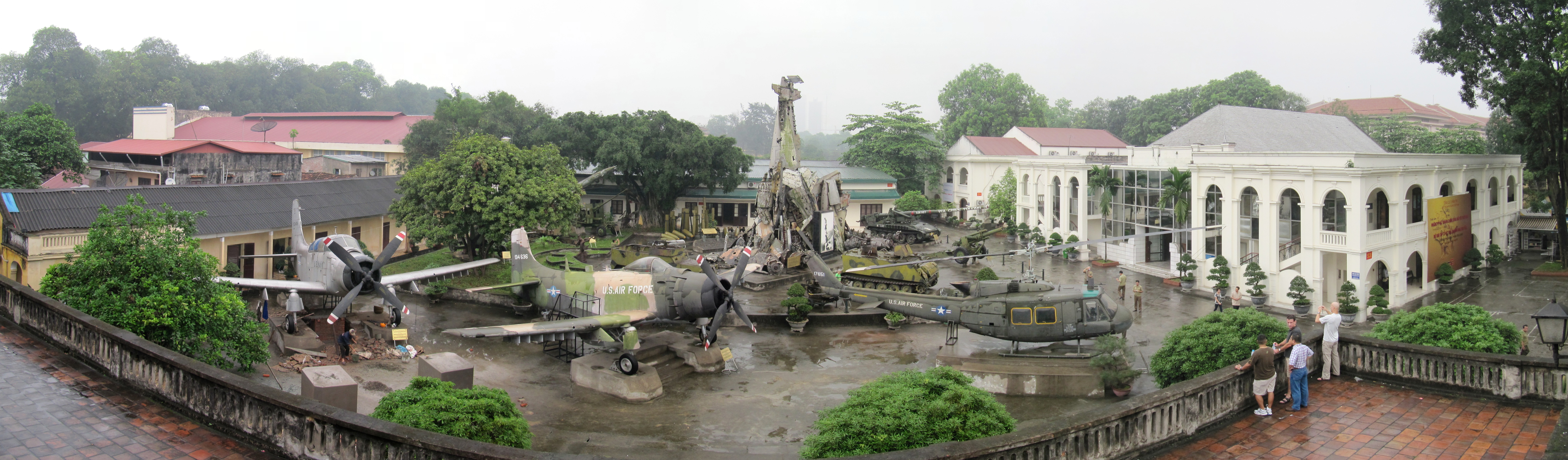
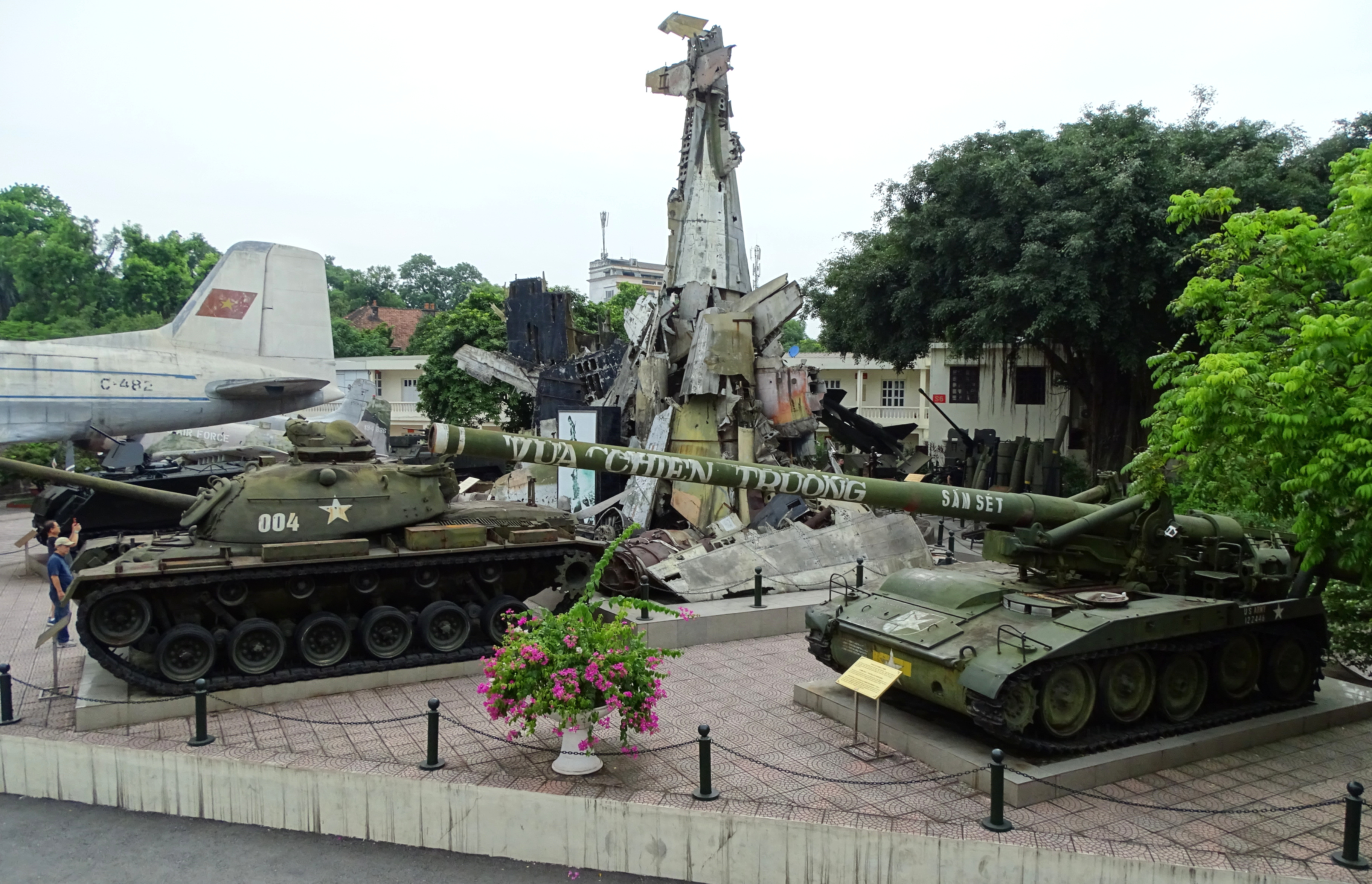

Xe tăng T-54 số hiệu 985
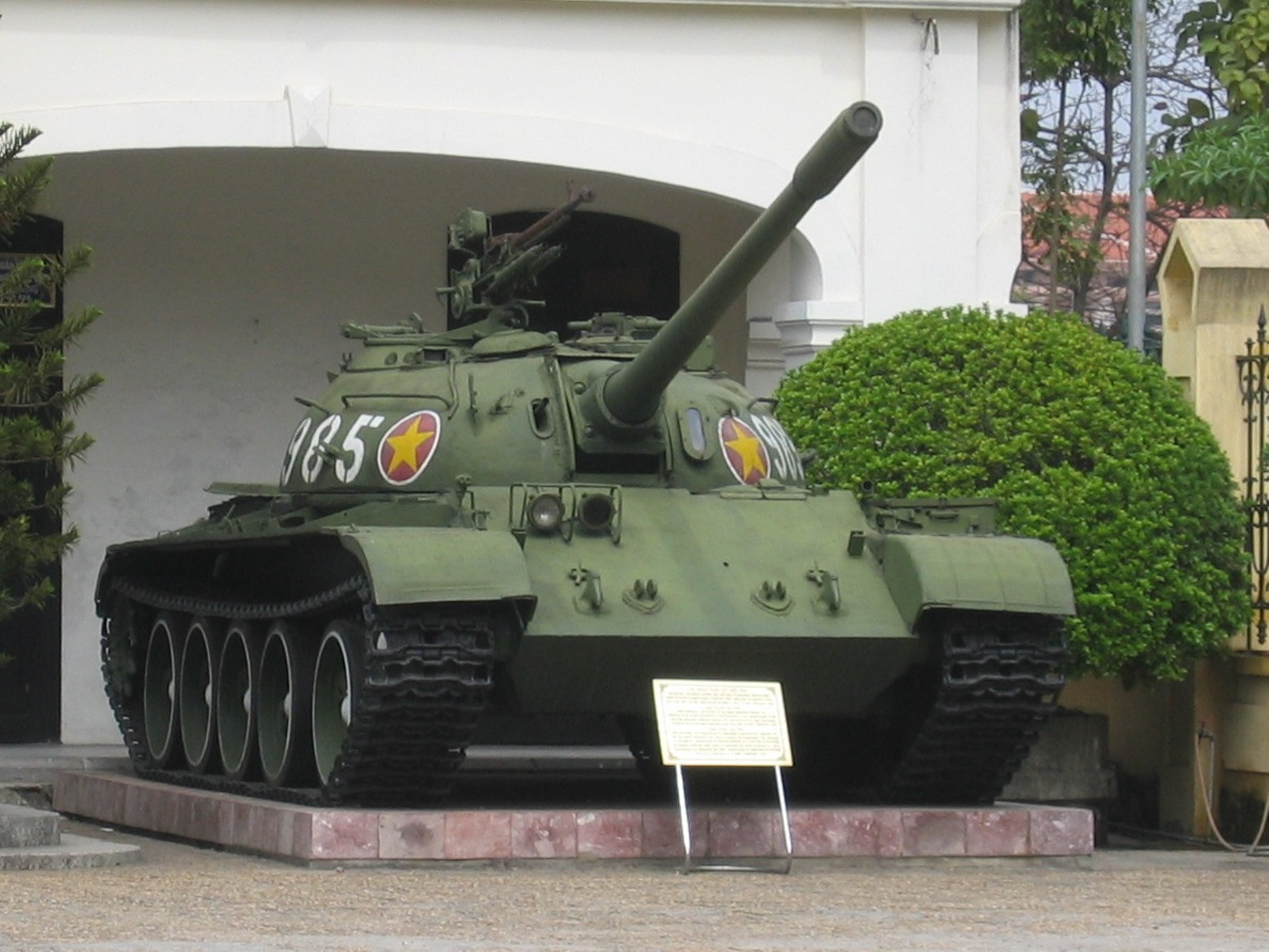
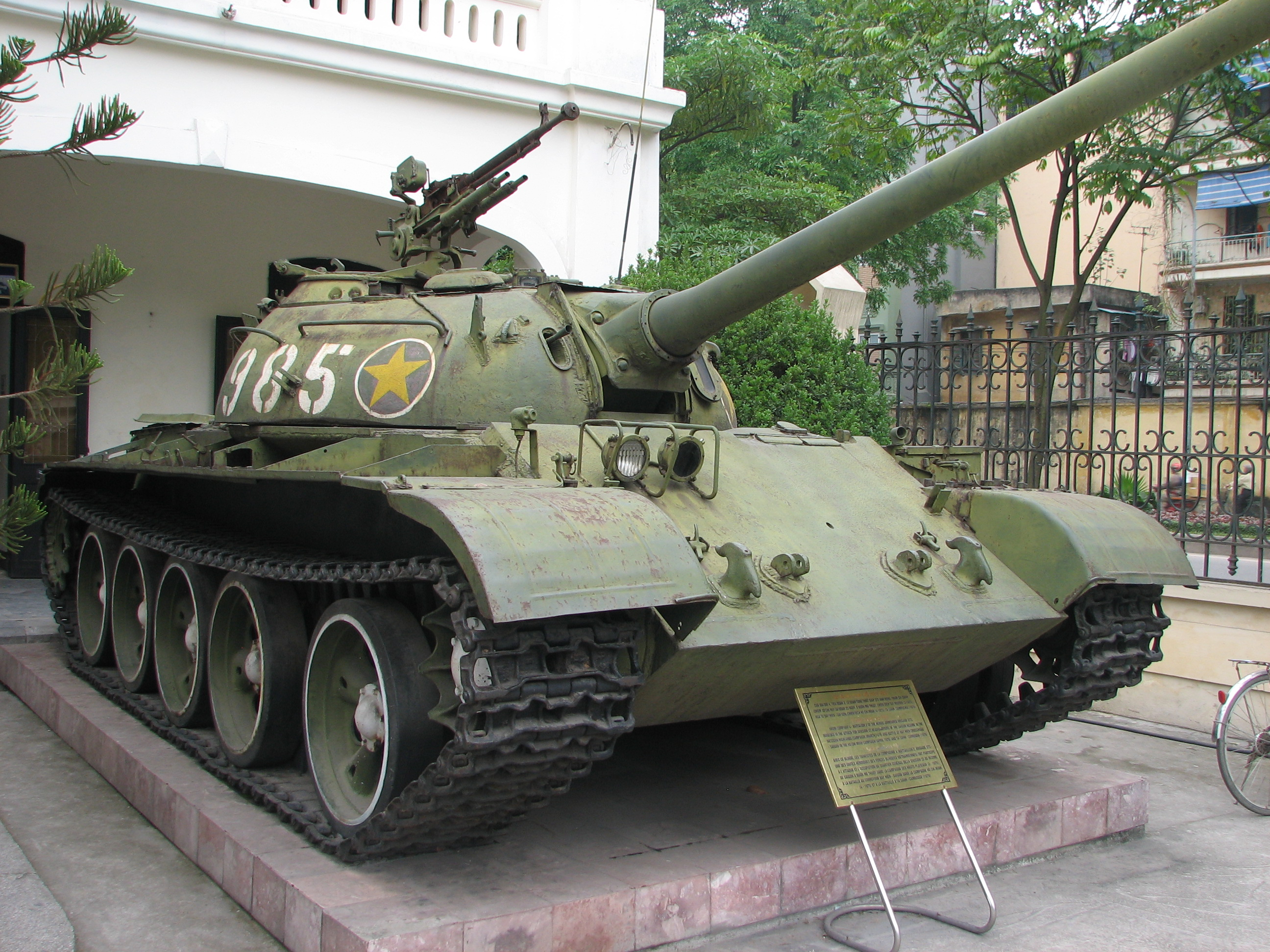

Xe tăng M48 Patton
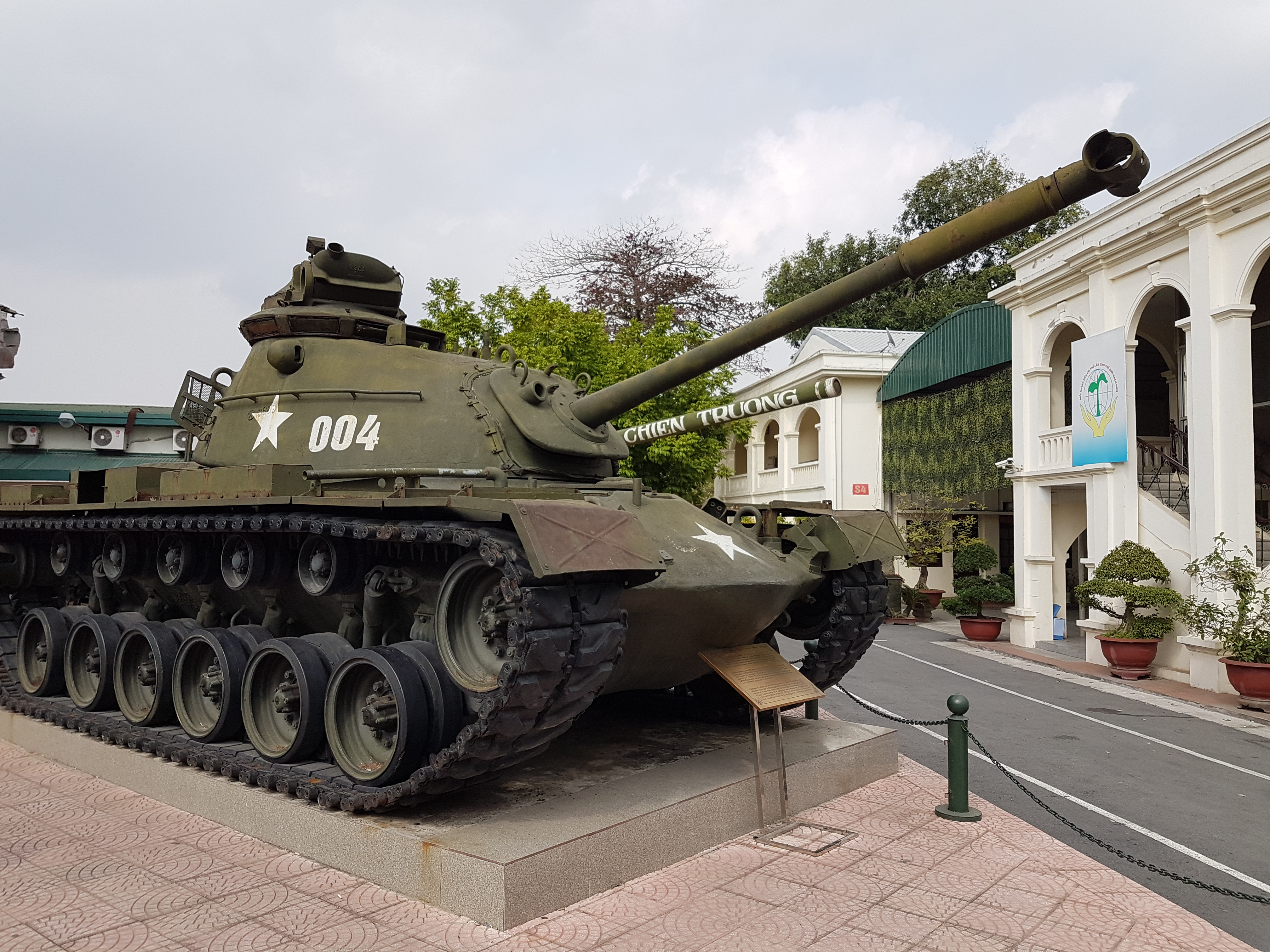
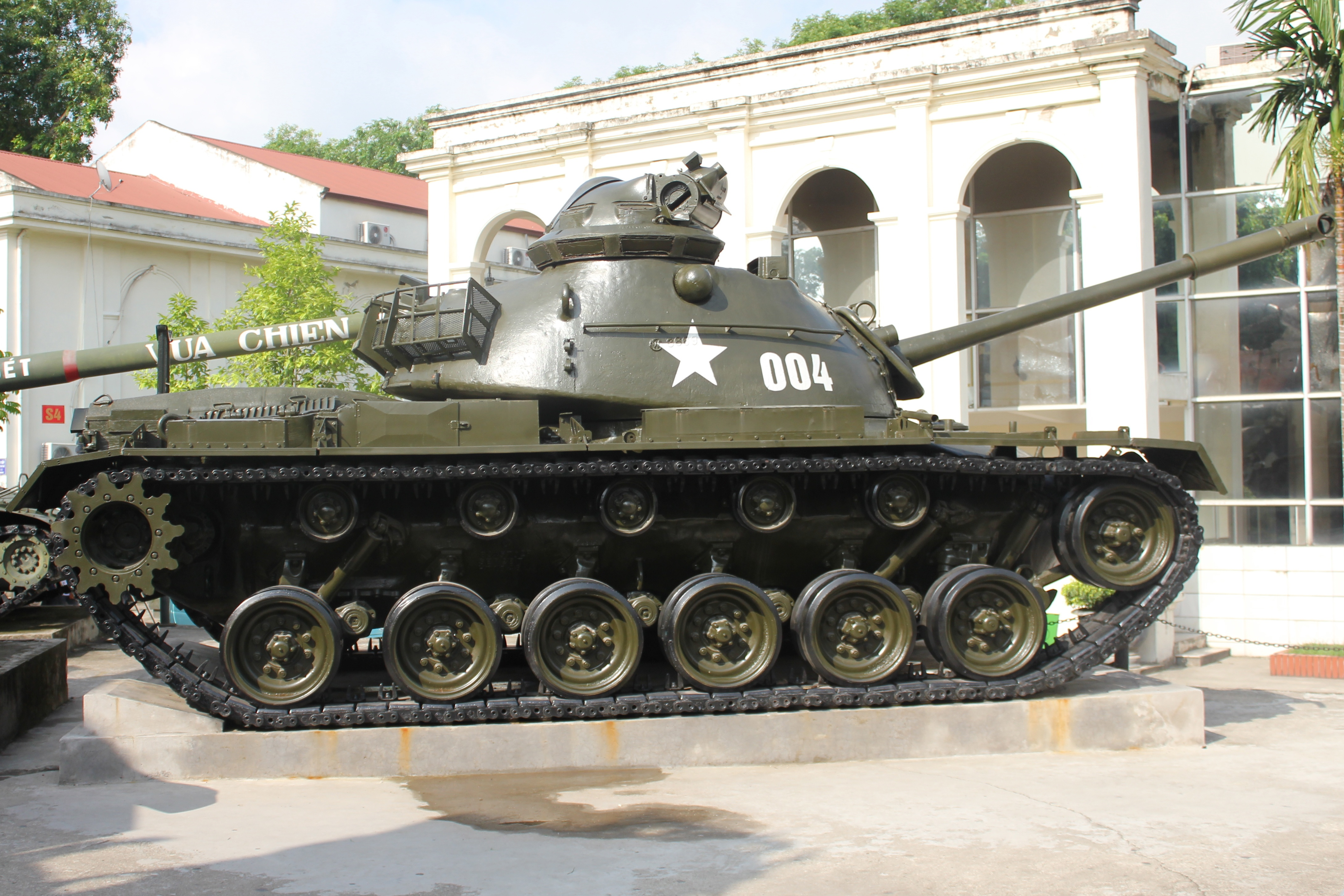

Xe tăng T-54 số hiệu 843 đánh chiếm Dinh Độc Lập ngày 30/4/1975
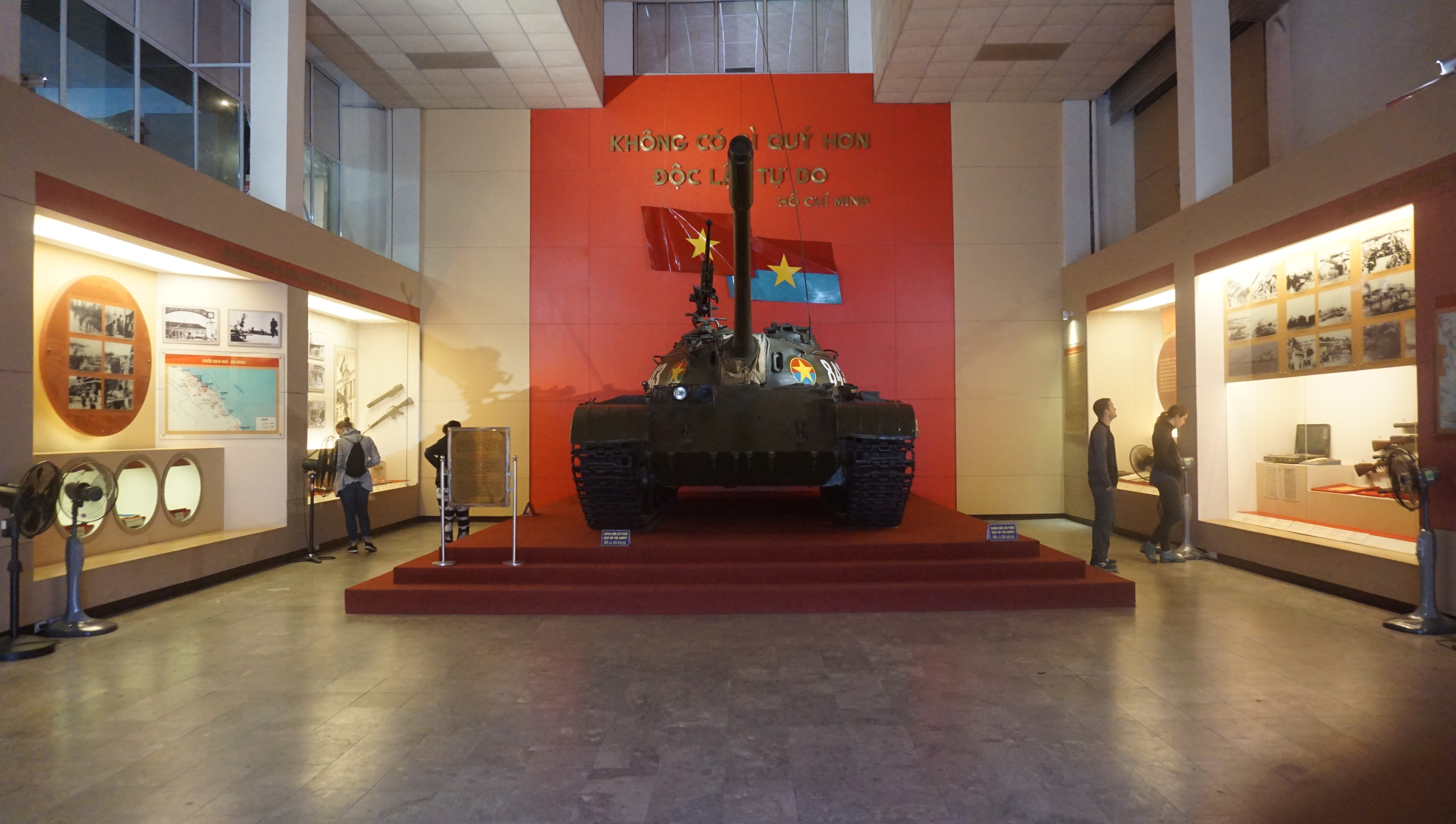
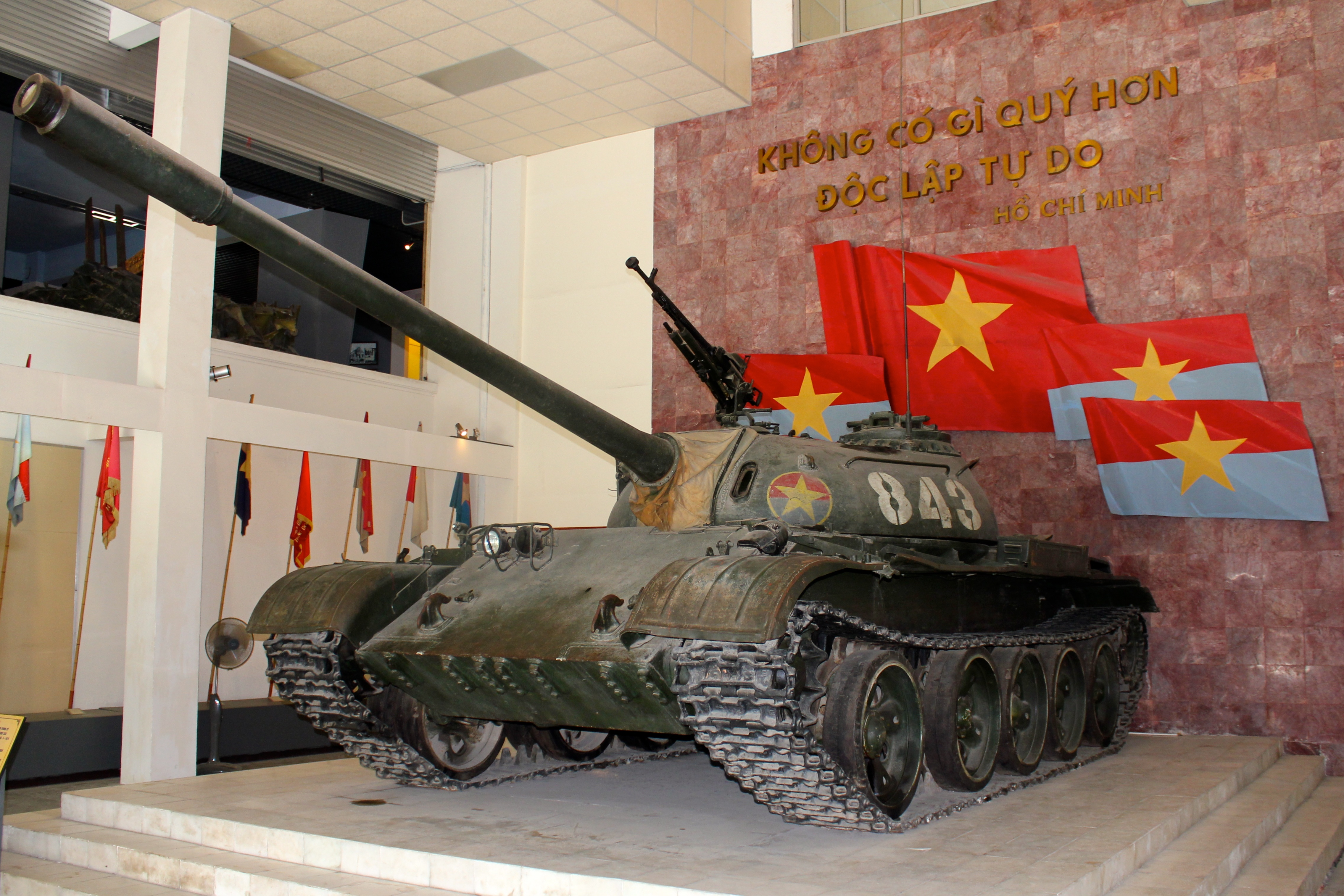
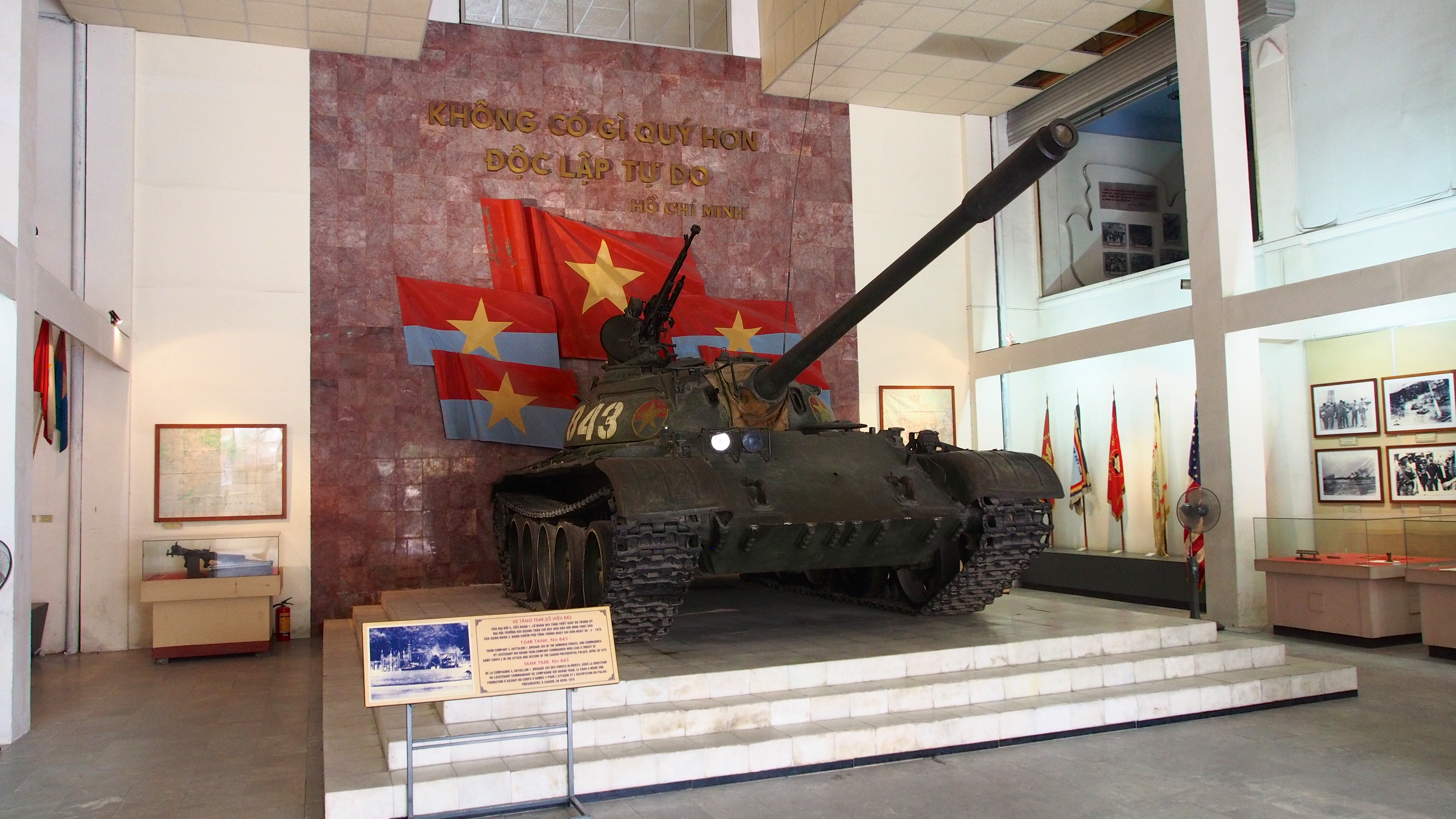
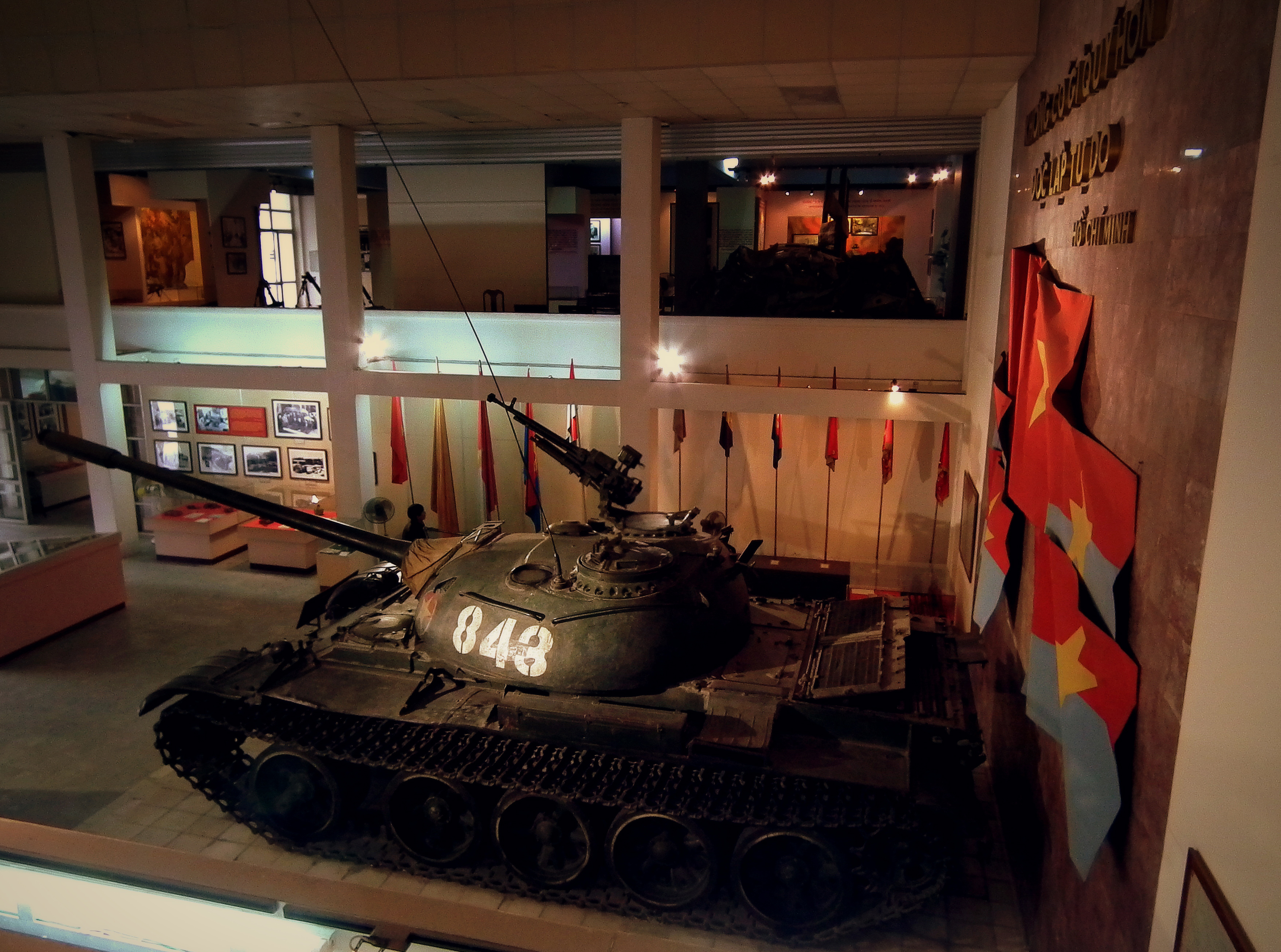
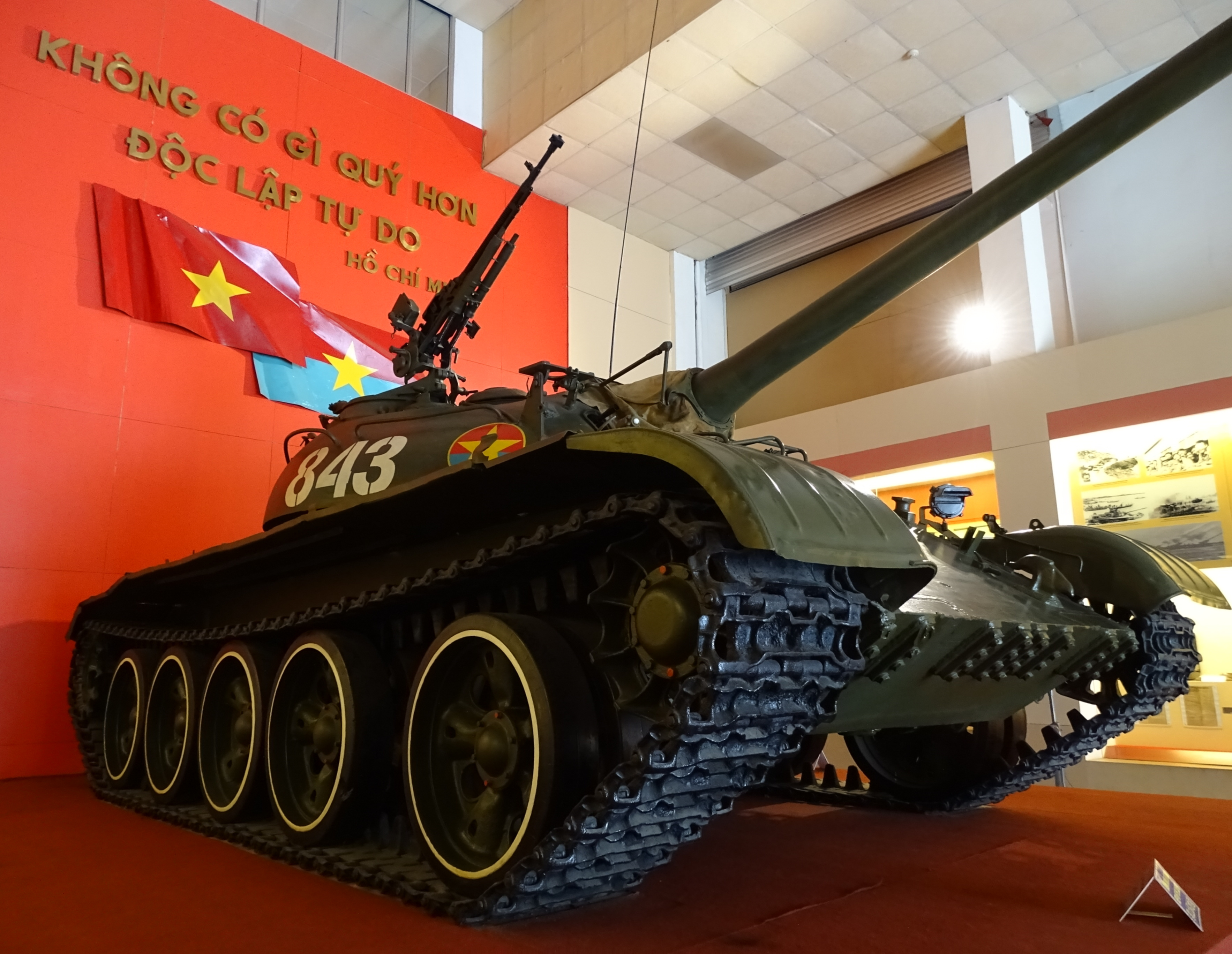